# Pfarrhaus (Hirschenhausen)

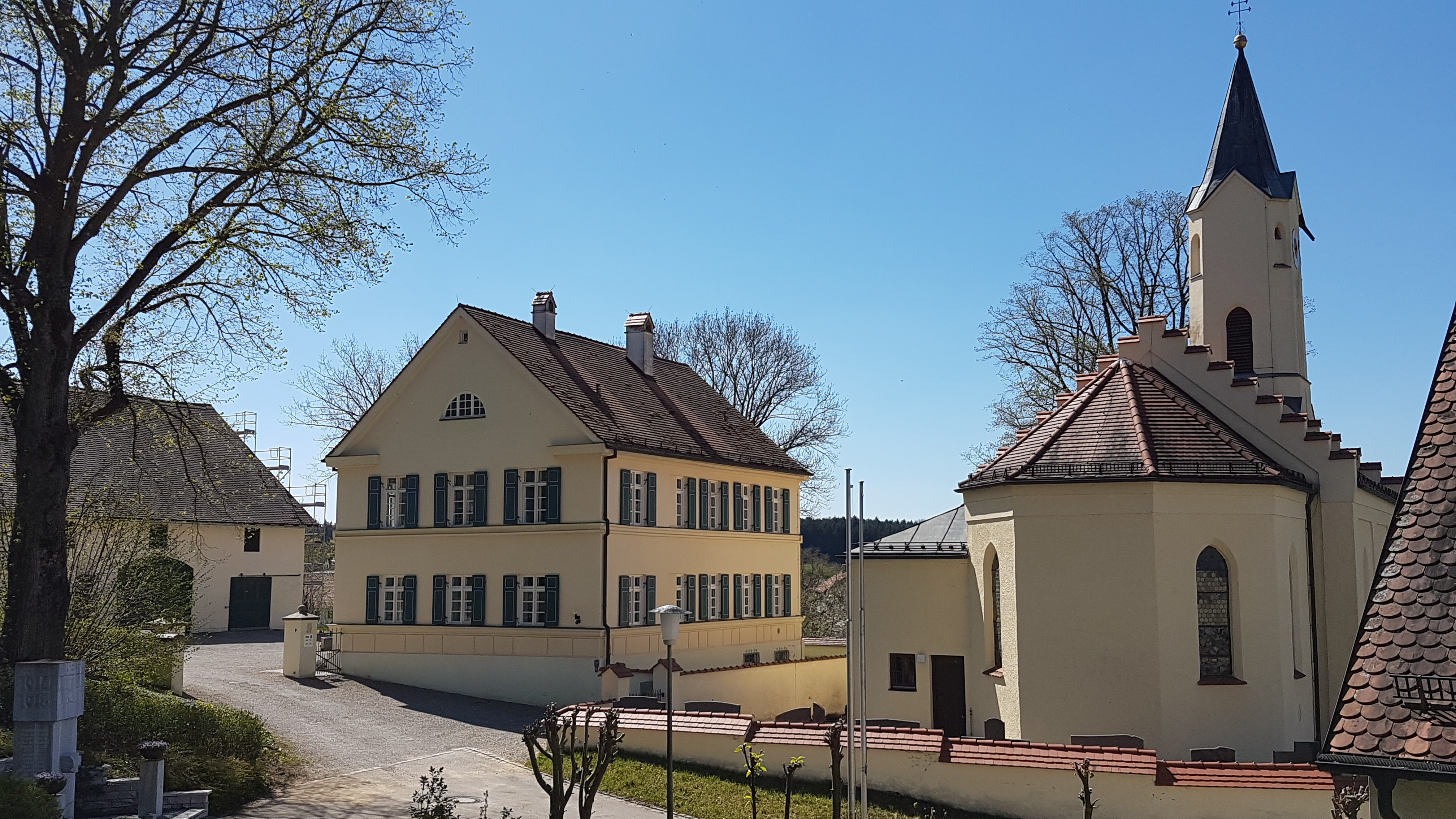
Ehemaliges Pfarrhaus und Kirche in Hirschenhausen

Das Pfarrhaus in Hirschenhausen, einem Gemeindeteil von Jetzendorf im oberbayerischen Landkreis Pfaffenhofen an der Ilm, wurde Mitte des 19. Jahrhunderts errichtet. Das ehemalige Pfarrhaus an der Marienstraße 4, neben der katholischen Pfarrkirche Mariä Heimsuchung, gehört zu den geschützten Baudenkmälern in Bayern.
Der zweigeschossige, traufseitige Satteldachbau mit Gesimsgliederung besitzt fünf zu drei Fensterachsen.